# Roger Marche
Roger Marche (Villers-Semeuse, 5 de março de 1924 - 1 de novembro de 1997) foi um futebolista francês, que atuava como defensor. 

## Carreira
Ele competiu na Copa do Mundo FIFA de 1954, sediada na Suíça, na qual a seleção de seu país terminou na nona colocação dentre os 16 participantes; E na copa de 58, ele foi o capitão da seleção no terceiro lugar.

## Títulos
- Copa do Mundo de 1958: 3º Lugar
- IFFHS ALL TIME FRANCE MEN'S DREAM TEAM (Time C)[3]